# Klonoa Beach Volleyball
Klonoa Beach Volleyball (クロノアビーチバレー 最強チーム決定戦!?, Kuronoa Bīchibarē saikyō Chīmu ketteisen!, lett. "Klonoa Beach Volley: La squadra più forte del playoff!"), è un videogioco sportivo di tipo beach volley prodotto e distribuito da Namco nel 2002 per PlayStation. Fu uno degli ultimi titoli ad essere venduto sulla console Sony. Venne messo in commercio per un periodo limitato sia in Giappone che in Europa.
È contraddistinto dalla presenza di personaggi della serie di Klonoa provenienti dai capitoli sia di PS che del Game Boy Advance, e può essere considerato come un titolo non canonico perché la maggior parte di essi non si sono mai incontrati nella storia principale.
Essendo uno spin-off è anche il primo a introdurre doppiaggi di sei lingue diverse (giapponese, francese, tedesco, italiano, spagnolo e inglese).

## Modalità di gioco
Klonoa Beach Volleyball è il primo ed unico titolo della serie a includere una funzionalità multiplayer, che permette fino ad un limite massimo di quattro giocatori di sfidarsi in partite a squadre. Il gioco è caratterizzato anche dalla condivisione del controller, il che acconsente a due giocatori di utilizzare la stessa periferica per controllare due personaggi diversi della propria squadra, tutto ciò per avere la possibilità anche a quelli non in possesso di un multitap di potersi sfidare in partite sempre da quattro.
Nel menù d'introduzione sono presenti tre modalità: "Campionato", ove bisogna scegliere due personaggi che vengono controllati in vari modi (uno dal giocatore e il partner dal computer, entrambi dallo stesso giocatore oppure uno a testa assieme ad un amico in locale), i quali affrontano una serie di sfide contro altre squadre fino ad arrivare alle prove finali prima sfidando Guntz con Garlen e poi Super Garlen con Nahatomb; "Gara di Esibizione", una partita libera in cui si possono settare pure delle regole speciali una volta sbloccate (queste comprendono il tipo di pallone e le dimensioni dei personaggi); "Allenamento", nel quale Klonoa illustra tramite un tutorial le regole del gioco in alcune dimostrazioni automatiche e poi in seguito pratiche dove il giocatore deve mettere in atto ciò che ha appena visto.

## Cast
Questa è la lista dei personaggi con annesso un "megatiro", cioè la schiacciata speciale che si può effettuare solo ottenendo una fila illuminata di tre, sei o nove centri che diventano poi punti, negli ambedue lati del campo col pallone (orizzontalmente, verticalmente e diagonalmente). Tali file sono visibili tramite due piccoli riquadri posti sugli angoli in alto dello schermo.

### Personaggi già disponibili
- Klonoa - Protagonista dell'omonima serie.[11] Nel gioco, oltre ad essere appunto giocabile, fa anche da guida per il giocatore nel tutorial ufficiale. Il suo attacco speciale si chiama "Tornado EX", che appunto consiste in un tornado che risucchia i membri della squadra avversaria verso l'alto.
- Lolo - Sacerdotessa in prova, amica di Klonoa e Popka.[12] Il suo attacco speciale consiste in un raggio rosa che fa innamorare gli avversari fluttuandoli.
- Popka - Un cane con gli occhi verdi a diamante, amico di Klonoa e Lolo.[13] Il suo attacco speciale consiste in un urlo che spaventa gli avversari e che li scuote in avanti ed indietro per il campo da gioco.
- Joka - Un clown malvagio al servizio di Ghadius.[14] Il suo attacco speciale consiste nell'utilizzo della sua magia che fa ipnoticamente danzare gli avversari in modo da farli sfinire.
- Chipple - Un esperto coniglio pugile ed un abile combattente.[15] Il suo attacco speciale consiste nel saltare la rete e sferrare pugni contro gli avversari scaraventandoli in aria.
- Heart Moo - Un Moo caratterizzato dalla presenza di una bandana sulla testa, è il leader della sua specie.[16] Il suo attacco speciale gli permette di lanciare la palla con maggior forza trasformando gli avversari in Moo.
- Tat - Una gatta piratessa dei cieli molto fedele a Leorina.[17] Il suo attacco speciale provoca lo schiacciamento degli avversari grazie ad un grande manichino di forma personale.
- Leorina - Piratessa dei cieli, caratterizzata da un carattere freddo.[18] Il suo attacco speciale consiste in una scarica elettrica viola che quando colpisce il campo scioccherà gli avversari.

### Personaggi sbloccabili
- Guntz - Una volpe cacciatore di taglie anche conosciuto con il soprannome di "killer d'oro".[19] Può essere sbloccato dopo aver completato per una volta il campionato[9]. Il suo attacco speciale semplicemente fa bruciacchiare gli avversari.
- Garlen - Un malvagio genio militare cyborg che utilizza sempre una macchina per facilitare i propri scopi. Può essere sbloccato dopo aver completato per tre volte il campionato.[9] Il suo attacco speciale prevede la caduta di una grande bomba addosso agli avversari per spazzarli via dalla sua esplosione.
- Nahatomb - Una malefica entità composta da incubi, in questo gioco compare sotto forma di gangster.[20] Può essere sbloccato dopo aver completato per sei volte il campionato.[9] Il suo attacco speciale è simile a quello di Klonoa ma di tipo oscuro.
- Super Garlen - Forma potenziata di Garlen. Può essere sbloccato dopo aver completato per undici volte il campionato.[9] Il suo attacco speciale è identico a quello della sua forma normale.

### Personaggi non giocabili
- Huepow - Il principe di Cress (Crescione in italiano), il Regno Lunare. In tutto il gioco svolge il ruolo di arbitro.
- Balue - Un operaio amico di Klonoa. Lui compie una cameo nel finale di Klonoa dove chiede il premio del protagonista come risarcimento per riparare il mulino danneggiato.

## Retroscena e filmati
In Klonoa Beach Volleyball si scoprono diverse informazioni riguardanti i personaggi che popolano il mondo di Klonoa. In particolare sono presenti il primo incontro tra Popka e Lolo, quest'ultima adotta Popka quando era ancora un cucciolo abbandonato sulla strada, e Guntz che è alla ricerca di un killer dagli artigli avvelenati collegato alla scomparsa del padre. Solo in Klonoa Heroes: Densetsu no Star Medal viene fatto sapere che il killer in questione è Janga, responsabile dell'assassinio di Butz, il padre di Guntz quando ancora quest'ultimo era un bambino. A seconda del personaggio col quale si completa il campionato, appare un finale diverso durante i titoli di coda, qui di seguito elencati:
- Klonoa - Dopo aver vinto il torneo decide di invitare tutti i suoi amici a festeggiare con una partita a volley. Dopo poco però, Klonoa utilizza il suo megatiro che devia contro il mulino di Balue che viene distrutto. Così il povero protagonista per ripararne i danni sarà costretto a pagare con i soldi del premio.
- Lolo - Decide di utilizzare i soldi vinti per fare shopping ma a causa della sua goffaggine le cade qualsiasi oggetto fragile afferri. Alla fine Klonoa deve portare i pacchi che ella ha acquistato.
- Popka - Decide di rinnovare il suo guardaroba andando a cercare abiti costosi e pregiati ma si ricorda che il foulard che ha sempre portato, glielo regalò Lolo quando decise di prenderlo con sé dato che era un cucciolo abbandonato. Dopo aver avuto il ripensamento, lascia perdere i vestiti nuovi ed invita Lolo a mangiare qualcosa.
- Joka - Una volta vinto il torneo decide di andare a depositare i soldi ottenuti. Interessato ad aumentare la propria vincita, utilizza un incantesimo per moltiplicare il denaro però ottiene l'effetto indesiderato di allungare le proprie banconote. Pensa allora di portarle ad un negoziante, il quale sentendosi preso in giro, manderà Joka dalla polizia.
- Chipple - Una volta vinto il torneo, egli non si sente soddisfatto e chiede a Klonoa di ripetere il torneo perché ritiene che l'amico lo abbia fatto vincere di proposito. Dopo aver vinto nuovamente il torneo richiede di rifarlo da capo per più volte.
- Heart Moo: Lui non è interessato alla vincita in denaro, perciò prende con sé una palla utilizzata durante tutte le partite disputate. Dopo che è tornato a casa, comincia a trattarla come un'amica. La cosa influenza gli altri Moo che vivono nella stessa area, e la maggior parte inizia ad imitare il loro leader.
- Tat - Dopo aver vinto inaspettatamente sotto gli occhi di Leorina, quest'ultima viene costretta da Tat a mantenere la promessa di vestirsi e dipingersi la faccia dello stesso colore del suo pelo.
- Leorina - Dopo aver vinto il torneo, Garlen rifiuta di darle il premio perché è una piratessa. Lei per vendicarsi ruba non solo il premio ma anche la casa di Garlen, strappandola dalle fondamenta grazie al suo velivolo pilotato da Tat.
- Guntz - Dopo aver sconfitto Garlen, quest'ultimo gli nega il suo premio in denaro dandogli del traditore. Guntz, che non è molto interessato al premio di costui, gli chiede però se fosse a conoscenza di un killer dagli artigli avvelenati. Alla risposta negativa di Garlen, fa invece esplodere la casa del nemico. Alla fine della scena, Guntz viene ritratto mentre sta guidando la sua moto ed annuncia che troverà il colpevole della scomparsa di suo padre.
- Garlen - Diventa felice dopo averlo vinto ma Huepow gli fa notare che ha vinto il torneo grazie al macchinario che ha utilizzato, così gli consente di rifarlo, stavolta mettendo a disposizione di tutti una macchina come quella di Garlen. Alla fine il cattivo non riesce a vincere il torneo e verrà licenziato da Nahatomb.
- Nahatomb - Dato il grande successo del torneo appena disputato, decide di aprirlo al pubblico. Mette al suo posto un sé stesso considerato da lui più carino esteticamente come mascotte e boss finale, convinto che avrebbe ottenuto ancora più successo. Proprio a causa di quest'ultima, la quale aveva un aspetto orripilante per tutti i clienti, l'attività fallirà il giorno dopo.
- Super Garlen - Come nella sua forma normale è contento per la vittoria ottenuta ma Huepow gli fa notare che ha vinto grazie alla parola "super" davanti al nome. Così Huepow decide di far disputare nuovamente il torneo, stavolta permettendo ai giocatori di vestirsi da supereroi e di iscriversi con la parola "super" davanti al nome. Alla fine del torneo Garlen viene sconfitto dai partecipanti e sarà chiamato pazzo da Nahatomb.